# Panj
Panj  este un oraș  în  partea de sud a Tadjikistanului, în provincia Hatlon, pe râul Panj, la granița cu Afganistanul. La recensământul din 2010 avea o populație de 10.000 locuitori. Localitatea s-a numit Sarai Qamar până în 1931 când a fost redenumită Baumanabad în onoarea lui Carl Baumann, demnitar comunist. În 1936 orașul a fost redenumit Kirovabad. Denumirea actuală datează din 1963.